# Santorini (comune)
Santorini (in greco Σαντορίνη?), ufficialmente Thera, o Thira (Θήρα) è un comune della Grecia nella periferia dell'Egeo Meridionale (unità periferica di Santorini) con 13.670 abitanti al censimento 2001.
Il territorio comunale comprende l'isola di Santorini, l'isola Therasia e le isole disabitate Nea Kameni, Palaia Kameni, Aspronisi e Christiana.
L'economia dell'isola si basa principalmente sull'allevamento maggiormente ovino, sulla pesca e sul turismo intenso soprattutto d'estate.
Le cittadine principali sono Fira (Thira) dove si trova anche il principale porto, Kamari famosa per il tipico lungomare, Oia, Perissa, Imerovigli e il sito archeologico di Akrotiri. Santorini è caratterizzata da spiagge con sabbia nera e pietre, per via delle origini vulcaniche dell'isola, tra le più visitate la "Red Beach" e la piccolissima "White Beach" entrambe nella zona di Akrotiri.
Santorini ha un clima Mediterraneo con estati fresche e inverni miti, l'intera isola è molto ventilata, le temperature invernali vanno dai 12 °C ai 19 °C mentre quelle estive si aggirano intorno ai 20 °C e possono facilmente superare i 30 °C. Gennaio e febbraio sono i mesi con maggiori precipitazioni.
La piccola cittadina di Oia (Οία), nella parte più settentrionale dell'isola, è famosa per la sua magnifica vista al tramonto del sole.
Nelle ultime settimane di agosto si può assistere alla tipica festa pirotecnica dedicata al vulcano dell'isola che si tiene a Therasia.